# زنبق پنتی
زنبق پنتی (نام علمی: Iris pontica) نام یک گونه از سرده زنبق است.